# День вооружённых сил Тайваня
3 сентября на Тайване отмечают День Вооружённых сил (кит. 軍人節). Этот праздник посвящён капитуляции Японии во Второй мировой войне.
2 сентября 1945 года на борту линкора «Миссури» в Токийском заливе был подписан Акт о капитуляции Японии. Правительство Китайской Республики (в состав которой входила значительная часть материкового Китая, Монголия и Тайвань) объявило о трёхдневном праздновании в честь победы над Японией, начиная с 3 сентября.
В 1946 году 3 сентября было провозглашено «Днём победы в войне против Японии», а в 1955 году праздник был преобразован в День Вооружённых сил. В Китайской Народной Республике, провозглашённой в 1949 году, 3 сентября отмечается как памятная дата – День победы над милитаристской Японией.
День Вооружённых сил не считается государственным праздником. Каждый год Министерство национальной обороны Китайской Республики решает, делать ли его выходным для военнослужащих.